# Pauls fantastische Abenteuer
Pauls fantastische Abenteuer (frz. Une épatante aventure de Jules oder kurz Jules) ist eine Comicserie aus dem Jahr 1999 des französischen Comiczeichners Émile Bravo. Die Serie wurde im Verlag Dargaud erstmals veröffentlicht und vom Carlsen Verlag ins Deutsche übersetzt.
Auch im belgischen Magazin Spirou sind die Geschichten erschienen. Seit 2023 veröffentlicht der Verlag Reprodukt die Alben unter dem Titel Julius' fantastische Abenteuer.

## Handlung
Paul ist ein ganz normaler  Junge im Alter von 12 Jahren, der ins Weltall mitgenommen wird. Er hat einen kleinen Bruder, der aber durch die 8 Jahre dauernde Raumfahrt (aufgrund des Relativitätsprinzips dauert sie im Raumschiff selbst nur wenige Wochen) zu seinem älteren Bruder wird. Bei der Raumfahrtaktion lernt Paul das Mädchen Janet Wilkins kennen, sie werden später beste Freunde. Sein bester Freund seit Kindheit ist Bastien (auch Bastian geschrieben).

## Hauptfiguren
Namen der Hauptfiguren entsprechen der deutschen Erstveröffentlichung im Carlsen Verlag. Namen in Klammern sind die Originalnamen.
- Paul (Jules)

Paul ist der Held der Geschichte. Er ist 12 Jahre alt, lebt in Frankreich und hat einen Bruder namens Romeo. Seine besten Freunde sind Bastian und Janet.
- Dingsda (Bidule)

Dingsda ist Pauls Meerschweinchen, das immer mit Paul mitreist.
- Janet

Janet Wilkins ist die beste Freundin von Paul. Sie lernten sich bei der Reise zum Planeten Alpha Centauri kennen. Sie hat zwei geklonte Schwestern.
- Tim

Tim ist ein Bewohner von Alpha Centauri. Er ist blau und hat grüne Augen. Da er keinen Mund hat, ist er Telepath.
- Janis und Jane

Janis Wilkins ist die erste geklonte Schwester von Janet. Jane Wilkins ist die zweite geklonte Schwester von Janet.
- Romeo (Roméo)

Romeo ist der kleine Bruder von Paul. Nach der Reise ins Weltall ist er aber Pauls großer Bruder, da es durch die Reise mit Lichtgeschwindigkeit eine Zeitverschiebung um einige Jahre gab.
- Bastian (auch Bastien geschrieben) (Joris)

Bastian ist der beste Freund von Paul.
- Rübe (Salsifi)

Rübe ist ein Freund von Tim und auch ein Bewohner von Alpha Centauri.
- Herr und Frau Wilkins

Herr und Frau Wilkins sind die Eltern von Janet. Frau Wilkins ist eine Forscherin und hat den ersten Klon von Janet erschaffen. Der Klon heißt Janis.
- Pauls Eltern

Pauls Eltern sind nicht immer mit seinen Abenteuern einverstanden. 
- Gredulin

Gredulin ist wie Frau Wilkins Forscher. Er wurde verrückt und hat den zweiten Klon von Janet erschaffen. Der Klon heißt Jane.
- Professor Bennet

Professor Bennet ist mit Paul und Janet zum Planeten Alpha Centauri geflogen. Er wohnt mit Tim auf einer Farm in Schottland.

## Alben
Die erste Jahresangabe bezieht sich auf die französische Erstveröffentlichung. Das dahinter stehende Jahr bezieht sich auf die deutsche Erstveröffentlichung im Carlsen Verlag.
1. Sprung in die Zukunft (L’Imparfait du futur) 1999;2014
Paul wird durch ein Computersystem für eine Reise zum Planeten Alpha Centauri ausgewählt. Hier lernt Paul Janet kennen und sie werden Freunde. Auf dem Planeten lernen sie Tim kennen. Später kommen alle wieder heil zur Erde zurück. Leider hat sich durch die Reise mit Lichtgeschwindigkeit die Zeit verschoben. So wird Romeo Pauls großer Bruder.
2. Unverschämt viele Klone (La Réplique inattendue) 2001;2014
Paul fährt in den Ferien zu Janet nach England und lernt dort Janets geklonte Schwester Janis kennen. Frau Wilkins wird von Gredulin überfallen. Mit der Hilfe von Tim und Professor Bennet finden sie Gredulins Versteck. Sie können aber nicht verhindern, dass Gredulin Janet ein zweites Mal klont. So entsteht Jane.
3. Beinahe begraben (Presque enterrés) 2002;2014
Es sind Ferien und Paul fährt mit Bastien, der mittlerweile Höhlenforscher ist, Janet, Romeo und natürlich Dingsda zu Hubert, Bastiens Freund, um eine Höhle zu erforschen. Während sie in der Höhle sind, stürzt diese ein und sie werden begraben. Doch Hubert kann sich im letzten Moment retten, kommt aber nicht ins Dorf zurück. Paul und die anderen werden vermisst und deswegen machen sich der Bürgermeister, Huberts Vater, und Doktor Arielle auf die Suche nach ihnen. Die beiden können Hubert finden. In der Höhle entdecken Paul und die Anderen einen verschütteten Forscher namens Etcheverry. Durch eine Rettungsaktion können alle gerettet werden.
4. Plötzlicher Abgang (Un départ précipité) 2003;2015
Für Paul ist sein Meerschweinchen Dingsda das Wichtigste, das es gibt. Als sein Nagetier von der Tierärztin aufgegeben wird, bittet er eine Genetikerin um Hilfe. Zuletzt hofft Paul auf ein Lebenselixier seiner außerirdischen Freunde. Alle helfen, alles wird gut, aber anders als Paul gedacht hat...
5. Vater gesucht (La Question du père) 2006;2015	
Paul und sein bester Freund Bastian verbringen ihre Ferien in einem Segelcamp für Kinder, das abenteuerlicher wird, als sie es sich hätten träumen lassen.
6. Kometenalarm (Un plan sur la cométe) 2011;2016
Ein Komet rast auf die Erde zu, Paul und Janet wollen ihn mit Hilfe ihrer außerirdischen Freunde stoppen. Doch diese lehnen ab, den Menschen zu helfen, weil die Menschheit gerade dabei ist die Erde selbst zu zerstören.

## Trivia
Im Album Unverschämt viele Klone zeichnet Bravo einen Reporter und dessen Hund, der Struppi XIII heißt. Diese Personen sind an Tim und Struppi von Hergé angelehnt.

## Auszeichnungen
- 2002: Prix René Goscinny für Unverschämt viele Klone
- 2014: Klima-Buchtipp des Monats November für Sprung in die Zukunft